# Додсон (Тексас)
Додсон (енгл. Dodson) град је у америчкој савезној држави Тексас. По попису становништва из 2010. у њему је живело 109 становника.

## Демографија
Према попису становништва из 2010. у граду је живело 109 становника, што је 6 (5,2%) становника мање него 2000. године.
| Група             | 2000.      | 2010.      |
| Белци             | 96 (83,5%) | 54 (49,5%) |
| Афроамериканци    | 0 (0,0%)   | 0 (0,0%)   |
| Азијати           | 1 (0,9%)   | 0 (0,0%)   |
| Хиспаноамериканци | 15 (13,0%) | 53 (48,6%) |
| Укупно            | 115        | 109        |